# Contea di Yiliang
La contea di Yiliang (宜良县S, Yíliáng XiànP) è una contea della Cina, situata nella provincia di Yunnan e amministrata dalla prefettura di Kunming.